# Coelogyne tenompokensis
Coelogyne tenompokensis är en orkidéart som beskrevs av Cedric Errol Carr.
Coelogyne tenompokensis ingår i släktet Coelogyne och familjen orkidéer. Inga underarter finns listade i Catalogue of Life.